# 原斑紅蝽
原斑紅蝽（学名：Physopelta albofasciata）为大紅蝽科斑紅蝽屬下的一个种。